# Gattaca – szok przyszłości

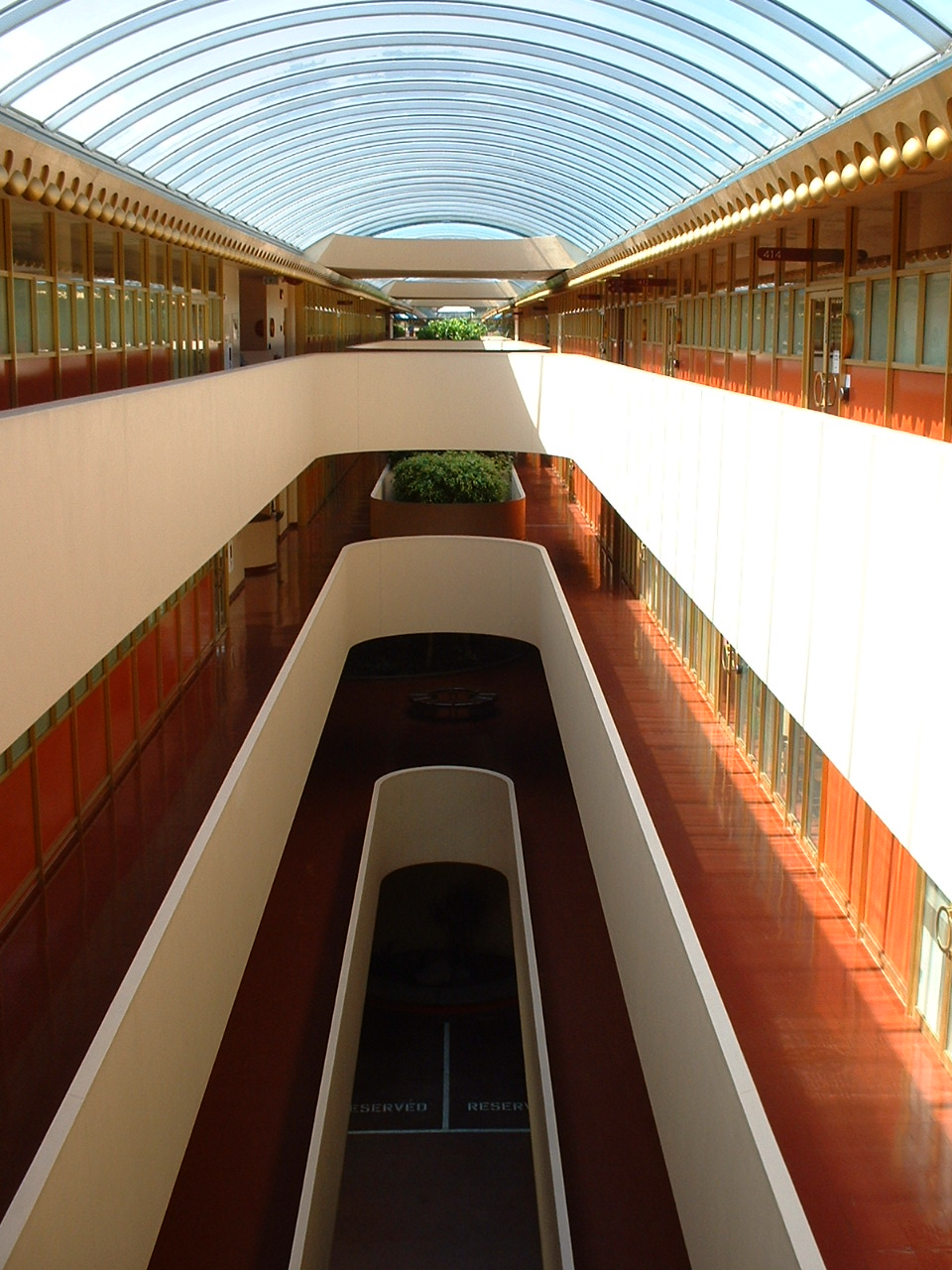
Marin County Civic Center posłużyło za wnętrze Gataca Corp.

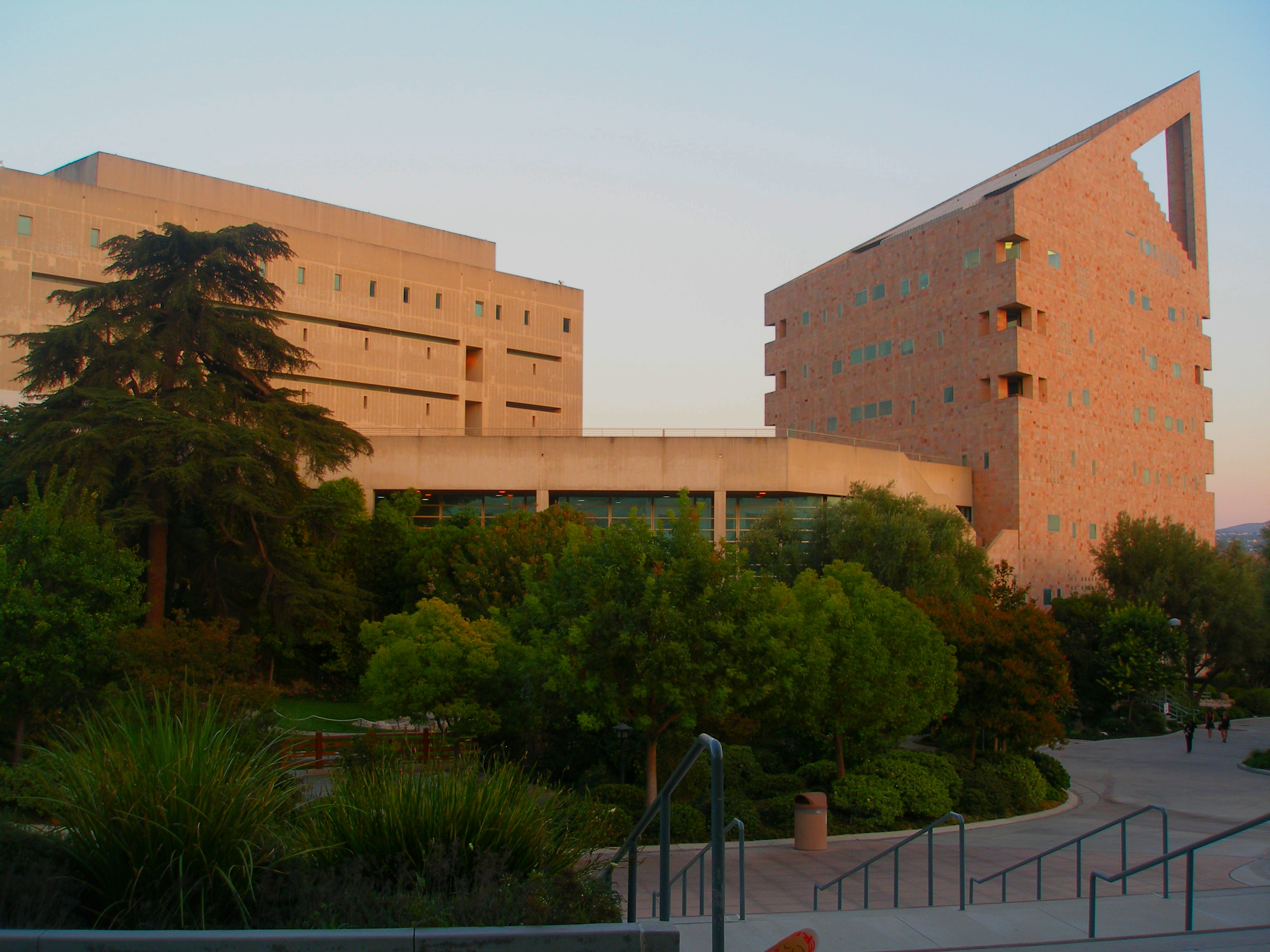
Kompleks CLA Building – miejsce nagrywania zdjęć

Gattaca – szok przyszłości – amerykański film science-fiction z 1997 roku.

## Opis fabuły
Film opowiada o świecie, w którym manipulacje genetyczne i zapłodnienia in vitro są codziennością do tego stopnia, że naturalne zapłodnienie stało się rzadkością. W świecie tym większość ludzi może sobie pozwolić na „zaprogramowanie” genomu własnego dziecka. Co więcej, presja społeczna sprawia, że inne wyjście jest bardzo ryzykowne.
DNA każdego dziecka jest badane i sprawdzane tuż po urodzeniu, pod kątem m.in. spodziewanych uzdolnień dziecka, prawdopodobieństwa wystąpienia różnych chorób i spodziewanej daty śmierci. Badania genomu są powszechne przy próbach ubezpieczenia się czy braniu kredytu. Pracodawcy nie patrzą również na CV osób starających się o przyjęcie, bo do wszystkiego wystarczy im badanie. Formalnie takie praktyki są niedozwolone, ale oczywiste jest, że ktoś, kto nie jest wynikiem inżynierii genetycznej, może liczyć co najwyżej na posadę zamiatacza ulic.
Główny bohater filmu Vincent (Ethan Hawke), to jeden z tych ludzi, których poczęcie odbyło się tradycyjnymi metodami – na tylnym siedzeniu samochodu (Buick Riviera). Badania przeprowadzone zaraz po urodzeniu wykazały u niego wadę serca, co miało przekreślić jego jakąkolwiek karierę w życiu.
Natomiast marzeniem Vincenta jest podróż w kosmos. Zaczyna konsekwentnie realizować swoje marzenie – na początku znajduje pracę sprzątacza w instytucie lotów kosmicznych. Zaprzyjaźnia się z byłym pływakiem, aktualnie poruszającym się na wózku (chciał popełnić samobójstwo), który oferuje mu swoją pomoc – oddaje swoje próbki krwi, moczu, skóry, włosów, dzięki czemu Vincent jest – według badań – zdrowym, pełnowartościowym (VALID) człowiekiem. Pozwala nawet na nagranie bicia swego serca i podrobienie dokumentów, dzięki którym Vincent, jako pełnoprawny osobnik może pracować na stanowisku, które sobie wymarzył. Vincent musi pokonać wiele trudności, by w końcu zostać jednym z członków ekipy wyprawy kosmicznej.

## Odwołania kulturowe
Do filmu odwołuje się Francis Collins w książce Język Boga, w rozdziale dotyczącym bioetyki.

## Nagrody i wyróżnienia
Film był nominowany w 1998 do Oscara; Złotego Globu; Amerykańskiej Gildii Scenografów; Nagrody Hugo; Złotego Satelity; oraz dwukrotnie do Saturna (w 1998 i 1999 roku). Na początku 2011 roku został uznany przez NASA za najbardziej realistyczny film science fiction.